# Mihajlovac
Mihajlovac es un pueblo ubicado en la municipalidad de Negotin, en el distrito de Bor, Serbia.

## Superficie
Posee una superficie de 23,70 kilómetros cuadrados.

## Demografía
Hasta 2011 la población era de 526 habitantes, con una densidad de población de 22,20 habitantes por kilómetro cuadrado.